# 1715 Salli
1715 Salli è un asteroide della fascia principale del diametro medio di circa 23,1 km. Scoperto nel 1938, presenta un'orbita caratterizzata da un semiasse maggiore pari a 2,3993715 UA e da un'eccentricità di 0,2404488, inclinata di 11,46366° rispetto all'eclittica.
L'asteroide è dedicato alla moglie dello scopritore.